# Blye
Blye là một xã trong vùng hành chính Franche-Comté, thuộc tỉnh Jura, quận Lons-le-Saunier, tổng Conliège. Tọa độ địa lý của xã là 46° 37' vĩ độ bắc, 05° 42' kinh độ đông. Blye nằm trên độ cao trung bình là 476 mét trên mặt nước biển, có điểm thấp nhất là 436 mét và điểm cao nhất là 590 mét. Xã có diện tích 10.76 km², dân số vào thời điểm 1999 là 117 người; mật độ dân số là 11 người/km².

## Địa điểm tham quan
Nhà thờ của làng được xây dựng từ thế kỉ thứ 13 được tu bổ trong thế kỉ thứ 15, tháp chuông được xây trong thế kỉ thứ 18.